# Davies Top
Davies Top är en bergstopp i Antarktis. Den ligger i Västantarktis. Argentina, Chile och Storbritannien gör anspråk på området. Toppen på Davies Top är 2 360 meter över havet.
Terrängen runt Davies Top är kuperad åt sydost, men åt nordväst är den platt. Davies Top är den högsta punkten i trakten. Trakten är obefolkad. Det finns inga samhällen i närheten.